# Pardosa aciculifera
Pardosa aciculifera is een spinnensoort in de taxonomische indeling van de wolfspinnen (Lycosidae).
Het dier behoort tot het geslacht Pardosa. De wetenschappelijke naam van de soort werd voor het eerst geldig gepubliceerd in 2001 door Jun Chen, Da-xiang Song & Li.